# El Baúl (sitio arqueológico)
El Baúl es un yacimiento arqueológico de la cultura cozumalhuapa precolombino ubicado en Escuintla en el sur de Guatemala. Junto con los yacimientos de Bilbao y El Castillo es parte de la gran zona arqueológica de Cotzumalhuapa.
La acrópolis norte de El Baúl se localiza 4 km al norte de Santa Lucía Cotzumalguapa, a 550 msnmm de altitud y a 50 km de distancia del Océano Pacífico.
La acrópolis sur fue destruida el año de 1997 por un proyecto de urbanización de la ciudad y algunos de sus grupos principales estuvieron en lo actualmente forma parte de campos agrícolas de caña de azúcar. Existe un juego de pelota al norte de la acrópolis con algunos grupos residenciales que estaban unidos por dos caminos adoquinados. El volcán denominado Fuego se encuentra unos cuantos kilómetros al norte del yacimiento.
La arquitectura del lugar es monumental y aparte de la acrópolis que subsiste hay otras estructuras de interés entre las que se cuentan unas que sirvieron de talleres para trabajar la obsidiana y que según excavaciones que se han practicado constan de unos depósitos que permiten el estudio arqueológico de la industria de la obsidiana. Uno de los pozos estratográficos excavados demuestra que por debajo del nivel de cenizas volcánicas provenientes de pasadas erupciones del Fuego hay capas de obsidiana de desecho que sugieren que el sitio fue utilizado para trabajar el material durante un tiempo prolongado.
Uno de los dos caminos trazados que une las acrópolis de Bilbao con la de El Baúl y que tiene 2,5 km de longitud, estuvo enlazado por un puente sobre la garganta del río Santiago. La cimentación del puente que posiblemente soportó una estructura de madera aún puede verse a lo largo del curso del río. Una excavación practicada en el lado oeste del río ha revelado dos etapas constructivas que han podido ser datadas en el periodo clásico mesoamericano. Varias esculturas monumentales han sido también desubiertas a lo largo de los caminos señalados.